# Línea Pau-Canfranc
La línea Pau-Canfranc era una línea internacional de ferrocarril, de vía única y ancho de vía estándar que unía Francia con España.
Situada en los Pirineos-Atlánticos, esta línea, que recorre el Valle de Aspe, fue inaugurada el 18 de julio de 1928. A razón de un descarrilamiento, el 27 de marzo de 1970, que provocó la destrucción de un puente sobre el río de Aspe en Francia, la operación de la línea fue reducida a la sección entre Pau y Bedous. El tráfico de viajeros fue interrumpido posteriormente entre Oloron-Sainte-Marie y Bedous desde el 30 de mayo de 1980 y el de mercancías en 1985, quedando esa sección también fuera de servicio.
Desde el 26 de junio de 2016, la línea es operada de nuevo en el tramo entre Oloron-Sainte-Marie y Bedous. Sigue sin servicio entre Bedous y Canfranc. El Gobierno Francés estima que las obras del trazado cerrado den comienzo en 2026 y la línea sea reabierta el 18 de julio de 2028 coincidiendo con el centenario de la inauguración.

## Historia

### Proyecto francés

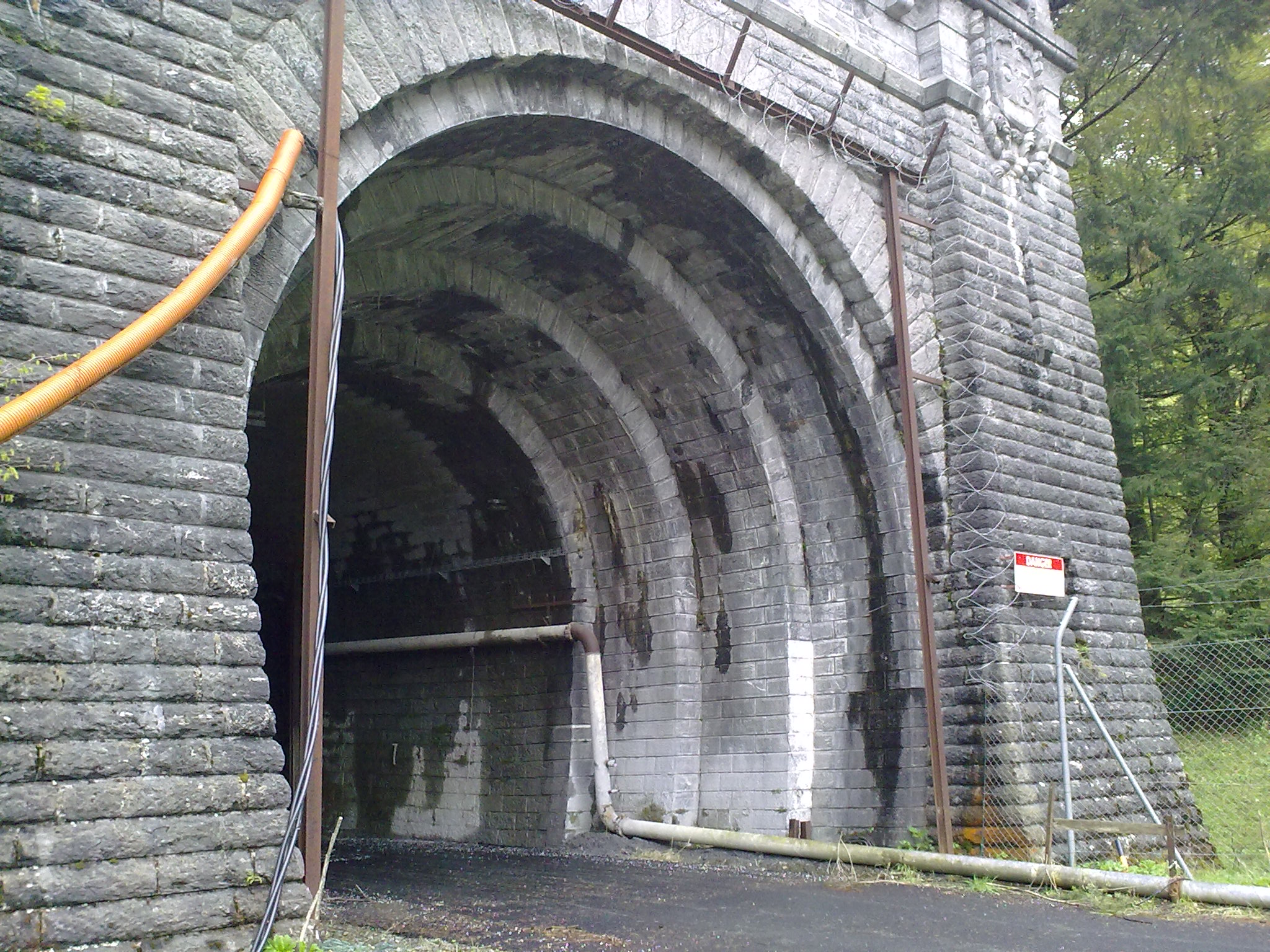
Entrada del túnel de Somport por el lado francés.

El proyecto previo a la vía férrea entre Francia y España se sitúa en noviembre de 1853. La población aragonesa pidió conexión con Francia desde Zaragoza pasando por los Pirineos mediante un manifiesto. En este momento se plantea que pasase por Jaca hacia Canfranc. Por la parte francesa se empieza a plantear mediante la Compañía de Ferrocarril de Midi un proyecto férreo que uniría la población de Pau con Oloron-Sainte-Marie consensuado con el ministro de Agricultura, Comercio y Obras Públicas a fecha del 10 de agosto de 1868. Esta concesión fue aprobada el 23 de marzo de 1874 entrando en funcionamiento en 1883. 
El 17 de julio de 1879 se aprobó una ley (plan Freycinet), que abarca 181 líneas ferroviarias de interés general. La número 178 era una línea de Oloron a Bedous (Pirineos Bajo -actualmente Pirineos Atlánticos-), y una línea de Oloron a Puyoô en Saint-Palais, por el valle de Gave d'Oloron. Posteriormente, el 17 de julio de 1886, la número 179 se tituló legalmente a la Compañía de Ferrocarril de Midi. La sección Oloron a Bedous fue declarada de utilidad pública, con la concesión firmada el 27 de junio de 1897. Esta última propuesta a Puyoô nunca fue construida, cancelada finalmente el 8 de julio de 1900.

### Proyecto español

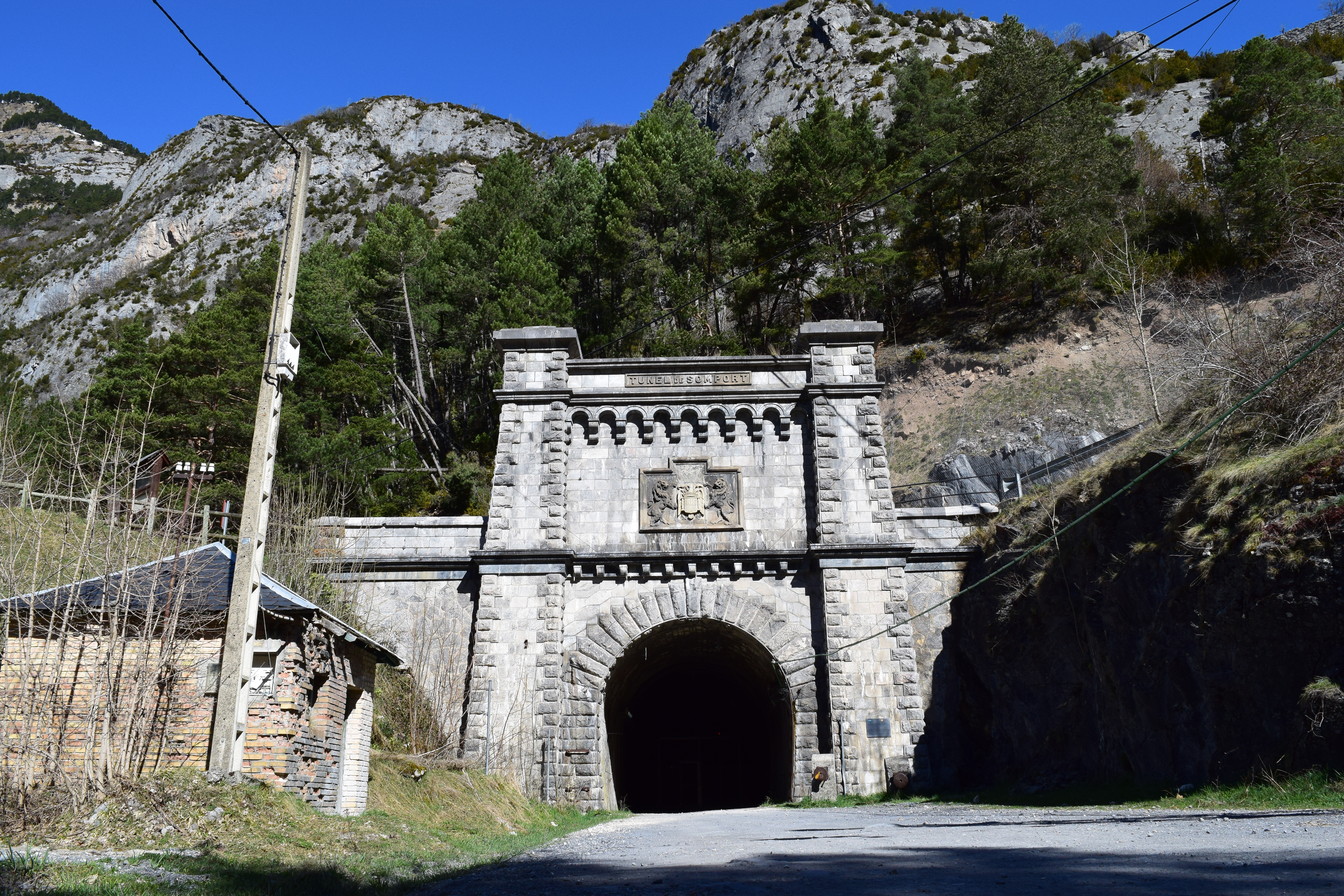
Entrada del túnel de Somport por el lado español.

Desde 1884 existió un convenio entre Francia y España para impulsar diferentes conexiones a través de los Pirineos. Este convenio fue firmado el 18 de agosto de 1904, aprobada por una ley francesa el 10 de enero de 1907 y promulgada como decreto el 6 de febrero de 1907. El Ministro de Obras Públicas francés concedió a la Compañía de Ferrocarril de Midi la construcción del tramo entre Bedous y España el 20 de junio de 1907 declarándola de utilidad pública el 2 de agosto de 1907. El convenio franco-español fue modificado por un protocolo firmado el 15 de abril de 1908, en el que se disponía de un túnel en Somport con vía acorde al ancho francés o ancho internacional, mientras que en España habría que hacer una estación de intercambio de trenes para el ancho de vía español. Las obras del túnel se iniciaron el 10 de octubre de 1908 por la parte francesa y el 23 de octubre de 1908 por la parte española con un total de 7.874 metros de longitud. El 12 de julio de 1912 se inauguró el túnel aunque la obra terminó definitivamente en 1915. Al finalizar el túnel se empezó la obra en la explanada de los Arañones donde posteriormente, en 1922, se construiría la Estación Internacional de Canfranc del ingeniero español Fernando Ramírez de Dampierre. El edificio fue inaugurado el 18 de julio de 1928 con la presencia del rey Alfonso XIII de España y el presidente de la República Francesa Gaston Doumergue
Durante la Guerra Civil Española la línea se mantuvo cerrada en dirección a España abriéndose de nuevo en 1940. La línea fue cerrada de nuevo en 1944 a causa de la Segunda Guerra Mundial reanudándose de nuevo en 1948.

### Accidente ferroviario
El 20 de marzo de 1970, un tren de nueve vagones que transportaba maíz salió de Pau con destino a Canfranc, encabezada por dos locomotoras SNCF BB Midi, números 4227 y 4235. Pasando por la estación de Lescun-Cette-Eygun, comenzaron a subir por el valle de Aspe hacia Etsaut y Urdos. La fría noche hizo que los trenes encontrasen dificultades relacionadas con el frío húmedo (rieles helados) y las caídas de tensión endémicas (900 voltios en lugar de 1500) en la catenaria en la dura rampa de 4,3% en subida dirección Etsaut, estando inoperativa la subestación de Urdos. Las ruedas de ambas locomotoras patinaron y el tren se detuvo. El mecánico y el ayudante de mecánico, tras activar el frenado reostático, bajaron para colocar piedras de lastre debajo de las ruedas para compensar la ineficacia de los areneros vacíos, y reforzar así la adherencia del tren. El tren, sin nadie a bordo, se desvía, baja por la rampa en sentido contrario, cruza la estación Lescun-Cette-Eygun. A la entrada del puente de L'Estanguet, que salva el Gave d'Aspe al sur de Bedous, debido a la velocidad, el último vagón del tren descarrila, arrastrando consigo el puente metálico y todo el tren, incluidas las locomotoras, hacia el interior del río.
El accidente, ocurrido dos semanas antes del Viernes Santo, provocó que el servicio ferroviario fuera sustituido de forma temporal por la conexión de autobuses de Bedous. Aunque el puente era reemplazable, la SNCF, con importantes deudas de operación y balance, argumentó en contra de la sustitución y por lo tanto rescindió el servicio a Bedous. El accidente nunca se investigó.
El funcionamiento de la línea se reduce entonces al tramo Pau - Bedous. El tramo Oloron - Bedous, a su vez, se cerró al tráfico de pasajeros en 1980, seguido del tráfico de mercancías en 1985.

## Estaciones
La línea original de Pau a Canfranc tenía un total de 20 estaciones o paradas en todo su recorrido. Tras el cierre parcial de la línea algunas de las estaciones fueron destruidas o sustituidas por otro emplazamiento. Otras estaciones permanecen en estado de abandono como la estación de Les Forges d'Abel.
| Nombre               | Imagen | PK (km) | Distancia de Pau (km) | Altitud (m) | Estado                            |
| -------------------- | ------ | ------- | --------------------- | ----------- | --------------------------------- |
| Pau                  |        | 215,7   | 0,0                   | 178         | Abierta                           |
| La Croix-du-Prince   |        | 216,9   | 1,2                   | 180         | Abierta                           |
| Gan                  |        | 223,2   | 7,5                   | 208         | Abierta                           |
| Haut-de-Gan          |        | 231,2   | 15,5                  | 345         | Cerrada                           |
| Buzy-en-Béarn        |        | 235,3   | 19,5                  | 376         | Abierta                           |
| Ogeu-les-Bains       |        | 240     | 24,3                  | 315         | Abierta                           |
| Escou                |        | 244     | 28,3                  | 283         | Cerrada                           |
| Oloron-Sainte-Marie  |        | 250,6   | 34,9                  | 220         | Abierta                           |
| Bidos                |        | 252,5   | 36,8                  | 225         | Abierta (reabierta en 2016)       |
| Gurmençon            |        | 255,3   | 39,6                  | 246         | Cerrada                           |
| Lurbe-St-Christau    |        | 259,7   | 44                    | 267         | Abierta (reabierta en 2016)       |
| Escot                |        | 265,8   | 50,1                  | 332         | Cerrada                           |
| Sarrance             |        | 268,8   | 53,1                  | 360         | Abierta (reabierta en 2016)       |
| Bedous               |        | 275,3   | 59,6                  | 407         | Abierta (reabierta en 2016)       |
| Accous               |        | 277,6   | 61,9                  | 447         | Cerrada                           |
| Lescun - Cette-Eygun |        | 282     | 66,3                  | 502         | Cerrada                           |
| Etsaut               |        | 286,4   | 70,7                  | 593         | Cerrada                           |
| Urdos                |        | 290,4   | 74,7                  | 714         | Cerrada                           |
| Les Forges-d'Abel    |        | 299,7   | 84                    | 1068        | Cerrada                           |
| Canfranc             |        | 308,5   | 92,8                  | 1195        | Abierta (Línea 56 hacia Zaragoza) |

El punto kilométrico de origen se encuentra en la ciudad de Toulouse.

## Proyecto de reapertura

### Proyecto de reapertura entre Oloron-Sainte-Marie y Canfranc
Después de años de aplazamientos, pero con reclamos anuales desde 1975 para su reactivación, la reapertura está respaldada activamente por la región francesa de Aquitania desde la década de los 2000. El 15 de marzo de 2013, Alain Rousset (presidente de la región de Aquitania) y Luisa Fernanda Rudi (presidenta del Gobierno de Aragón) firmaron un protocolo de acuerdo en vigor hasta 2020, en el marco de la cooperación transfronteriza Aquitania-Aragón para reabrir la línea ferroviaria Pau-Canfranc-Zaragoza.
Este acuerdo fijaba un calendario de reapertura en diez fases, el tramo Oloron-Bedous en 2015 y después el tramo Bedous-Canfranc en 2020.  No obstante, la lentitud en los procesos de obtención de la financiación y el desinterés de alguno de los gobiernos nacionales enlenteció el proceso.
El 24 de febrero de 2016 el presidente de Aragón Javier Lambán y el de Aquitania, Alain Rousset firmaron en la estación de Canfranc una declaración conjunta para la continuidad del proyecto de circulación ferroviaria de la línea internacional Pau-Canfranc-Zaragoza. Luego, en el valle de Aspe, participaron en la colocación simbólica del primer rail del tramo Oloron-Bedous.

### Reapertura del tramo Oloron Saint Marie - Bedous

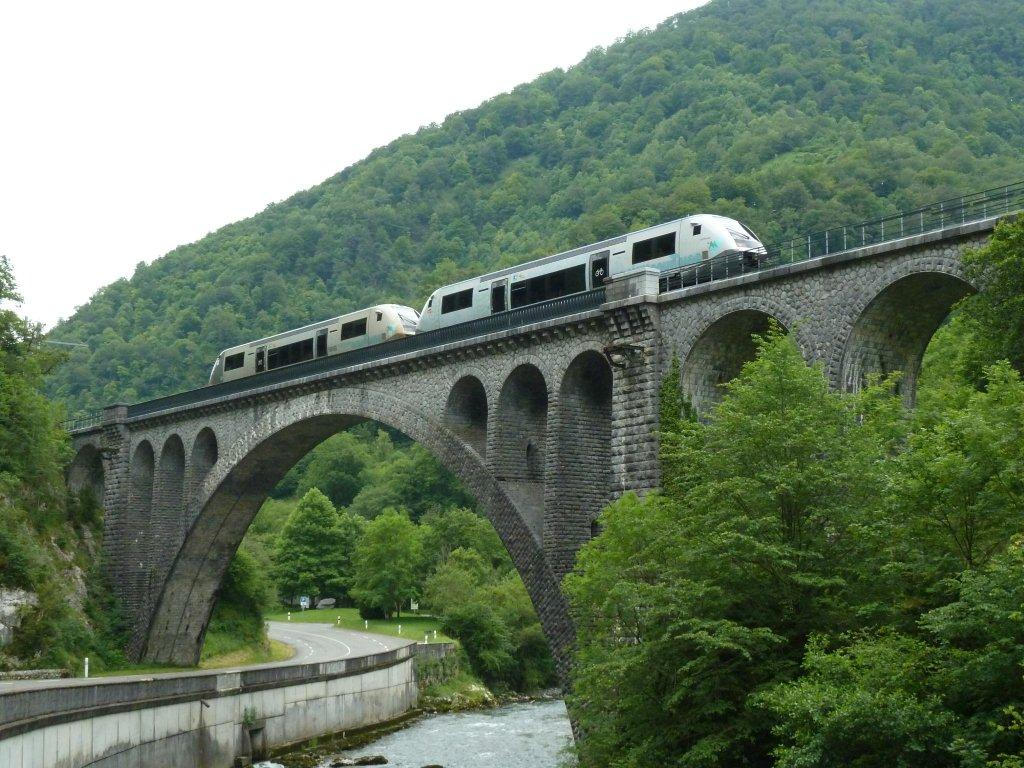
Viaducto de Escot, trazado reabierto en 2016.

Por iniciativa del Consejo régional de Aquitania, el tramo entre Oloron-Saint-Marie y Bedous (25 km) fue reabierto el 26 de junio de 2016.
Ese día, la doble composición de coches motores (autorails para los franceses) 73744 y 73771 llegó al nuevo andén de Bedous, dando por recuperado el servicio a los 24,7 km del tramo clausurado en 1980.  Este tramo sirve a las poblaciones de Bidos, Lurbe-Sain-Christau, Sarrance y Bedous, sustituyendo a los autobuses que desde 1980 reemplazaban los trenes, entre Oloron y Canfranc.  Ahora el cambio de modo se hace en Bedous.  
En el tren viajaba el presidente de Nueva Aquitania, Alain Rousset, quien había sido el impulsor de este proyecto. Gracias a su empeño, al de su vicepresidente Bernard Uthurry y al de su formación política, el Partido Socialista Francés, apoyado por Los Verdes y el Partido Comunista, el Consejo Regional de Aquitania había invertido 102 millones de euros para recuperar la plataforma ferroviaria, restaurar túneles y viaductos, asegurar taludes y trincheras y, finalmente, colocar la nueva vía.

## Proyectos para el tramo Bedous - Canfranc y renovaciones en la parte española

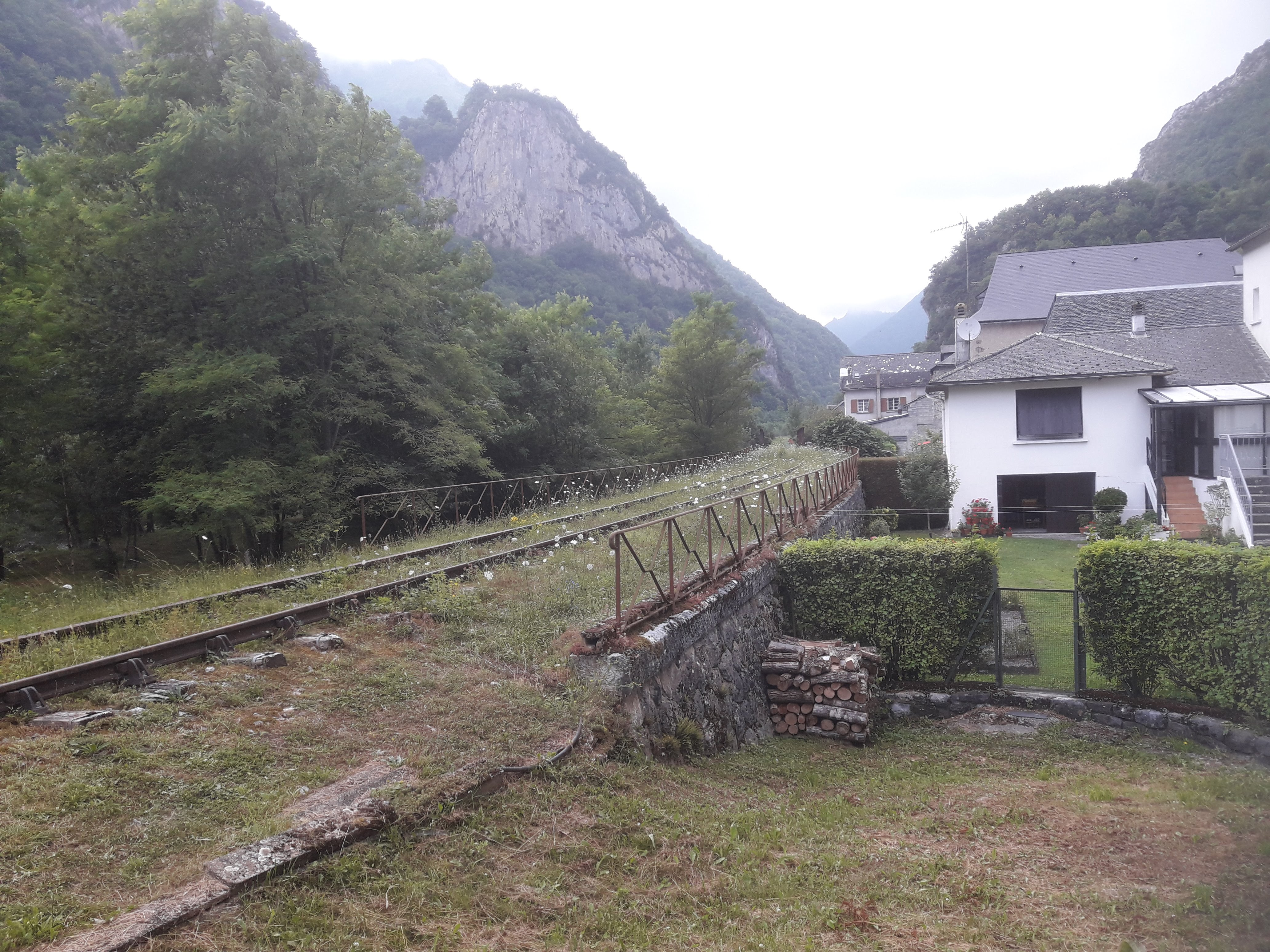
Via de tren a su paso por Etsaut, en el tramo cerrado de Francia.

El 1 de diciembre de 2017 el director de Transporte Sostenible de la UE, Harald Ruijters, firmó en Canfranc el acuerdo de subvención de la Unión a los estudios y proyectos para la reapertura de la línea. En el acto intervinieron representantes de la DGA, Fomento, SNCF Résseau y Nueva Aquitania. En su transcurso se hizo público que Fomento planea invertir 72 millones de euros en la parte española, a partir de 2018.
El 23 de diciembre de 2017 salió a licitación pública el proyecto para la renovación de vía de los tramos Plasencia del Monte-Ayerbe, Ayerbe-Caldearenas y Jaca-Canfranc.
En agosto de 2019,  Alain Rousset (presidente de la región de Aquitania) anunció que la Unión Europea financiará el 50 % de las obras destinadas a la reapertura de la línea internacional, cuyo presupuesto asciende a 400 millones de EUR sin contar el túnel del Somport
El 15 de abril de 2021 se puso en servicio la nueva estación de Canfranc, que reutiliza la estructura de las antiguas instalaciones para el transbordo de mercancías entre los trenes de distinta trocha.  Dicha estación, equipada con traviesas polivalentes (preparadas para el cambio de ancho de vía a standard) anticipa las obras de la rehabilitación de la línea internacional
Los estudios del tramo Bedous-Canfranc actualmente están en marcha por parte de la Sociedad Nacional de Ferrocarriles Franceses (SNCF) y se espera que finalicen en 2023.  La reapertura del tramo se estima que se dará entre 2025 y 2027
Por otra parte, la Comunidad Autónoma de Aragón pretende que la estación de Canfranc se convierta en un punto de comunicación esencial, que permita el desarrollo de la región (turística, cultural y económicamente).